# Отаквар (бахш)
Отаквар (перс. اطاقور) — бахш в Ірані, в шагрестані Лянґаруд остану Ґілян. За даними перепису 2006 року, його населення становило 15010 осіб, які проживали у складі 4088 сімей.

## Дегестани
До складу бахша входять такі дегестани:
- Лат-Лайл
- Отаквар